# Arthur Chaussy

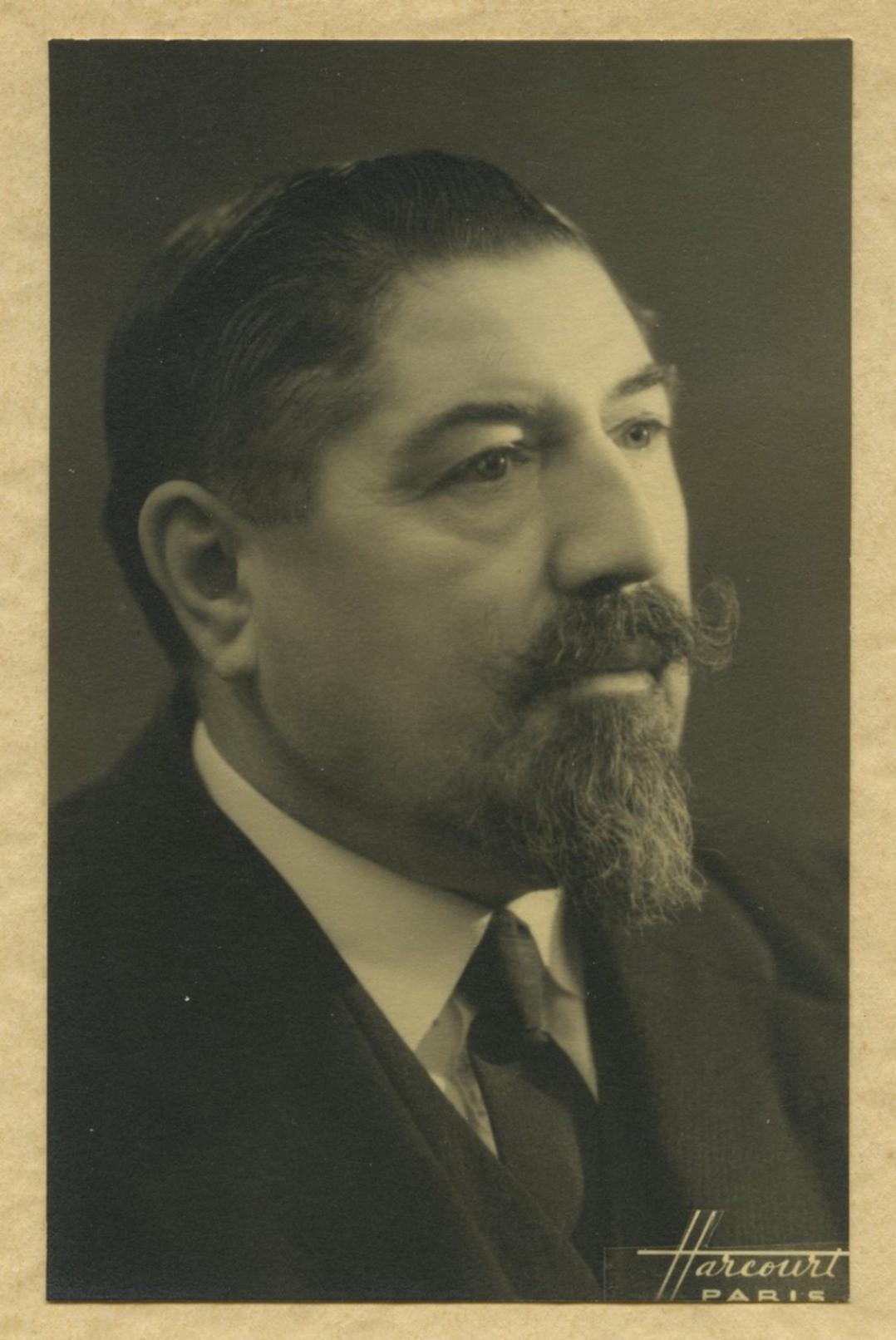
Arthur Chaussy, Foto Studio Harcourt

Arthur Chaussy (* 18. Januar 1880 in Château-Landon; † 28. Dezember 1945 in Melun) war ein französischer Politiker und Gewerkschafter während der Dritten Republik. Er gehörte zu den „quatre-vingts“, also den achtzig Parlamentariern, die am 10. Juli 1940 gegen die diktatorischen Vollmachten für Marschall Pétain stimmten.

## Leben
Arthur Chaussy war der Sohn eines Landwirts und wurde Steinmetz. Im Jahr 1905 trat er der neugegründeten Section française de l’Internationale ouvrière (SFIO) bei und beteiligte sich an der Gründung der Föderation Seine-et-Marne dieser Partei. In der Gewerkschaftsbewegung begann sein Engagement 1908 als Sekretär der Gewerkschaft der Steinmetze in seiner Heimatgemeinde und führte ihn über den Posten als Sekretär der Arbeitsbörse von Souppes-sur-Loing 1911 im Jahr 1914 zur Stelle als Sekretär der Union départementale (UD) der Confédération générale du travail (CGT).
Er wurde 1914 mobilisiert und 1916 zum Feldwebel ernannt. Für seine Haltung an der Front erhielt er das Croix de guerre mit zwei Belobigungen.
1919 wurde er zum Abgeordneten der SFIO gewählt und trat von seinem Amt als Sekretär der UD der CGT zurück. Als Mitglied des Arbeitsausschusses und des Landwirtschaftsausschusses in der Abgeordnetenkammer widmete er sich von nun an der Verteidigung der Arbeiter, insbesondere der Landarbeiter. Im Jahr 1920 reichte er einen Gesetzesvorschlag zur Regelung der Arbeitszeit in der Landwirtschaft ein. Im folgenden Jahr reichte er einen weiteren Vorschlag ein, um den Landwirten zu verbieten, ihre Arbeiter im Stroh schlafen zu lassen. Dieses Verbot wurde erst während der Amtszeit von Georges Monnet erlassen. Arthur Chaussy gelang es jedoch, seinen Vorschlag zur Ausweitung des Arbeitsunfallgesetzes auf landwirtschaftliche Arbeitnehmer zur Abstimmung zu bringen.
Nach dem Kongress von Tours 1920 blieb er in der SFIO. Er verließ die Gewerkschaft der Steinmetze, die sich auf die Seite der Kommunisten geschlagen hatte, und gründete eine konkurrierende Organisation.

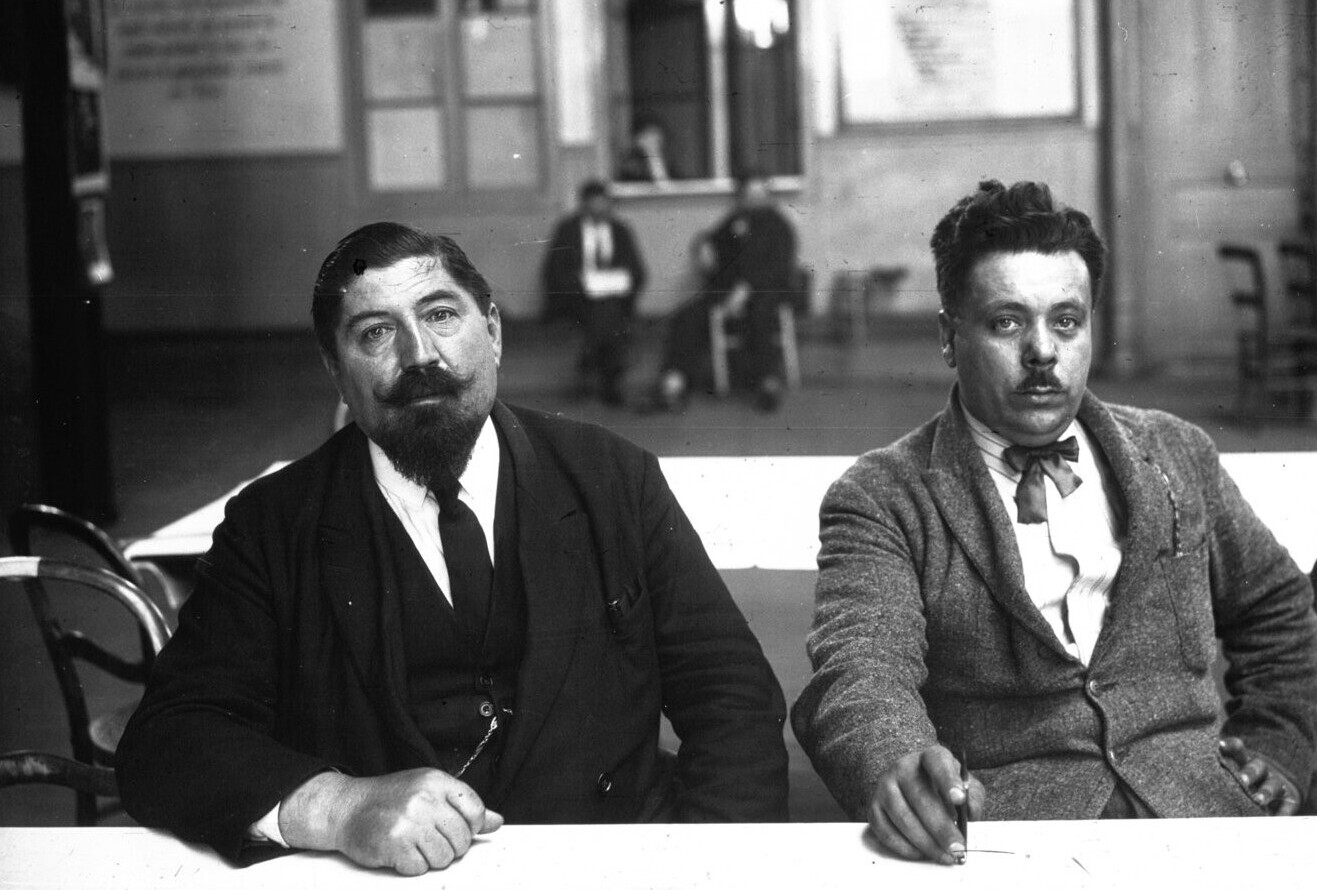
Arthur Chaussy (links) bei einem Sozialistenkongress 1925

Nach seiner Wiederwahl 1924 wurde Arthur Chaussy 1928 geschlagen, aber 1932 und 1936, diesmal in Melun, wiedergewählt. Von 1928 bis 1932 nahm er seine gewerkschaftlichen Aktivitäten als Sekretär der Landwirtschaftsföderation der CGT wieder auf. Nach seiner Rückkehr in die Kammer gehörte er dem Ausschuss für Landwirtschaft (dessen stellvertretender Vorsitzender er wurde) und dem Ausschuss für Post, Telegraphen und Telefon an.

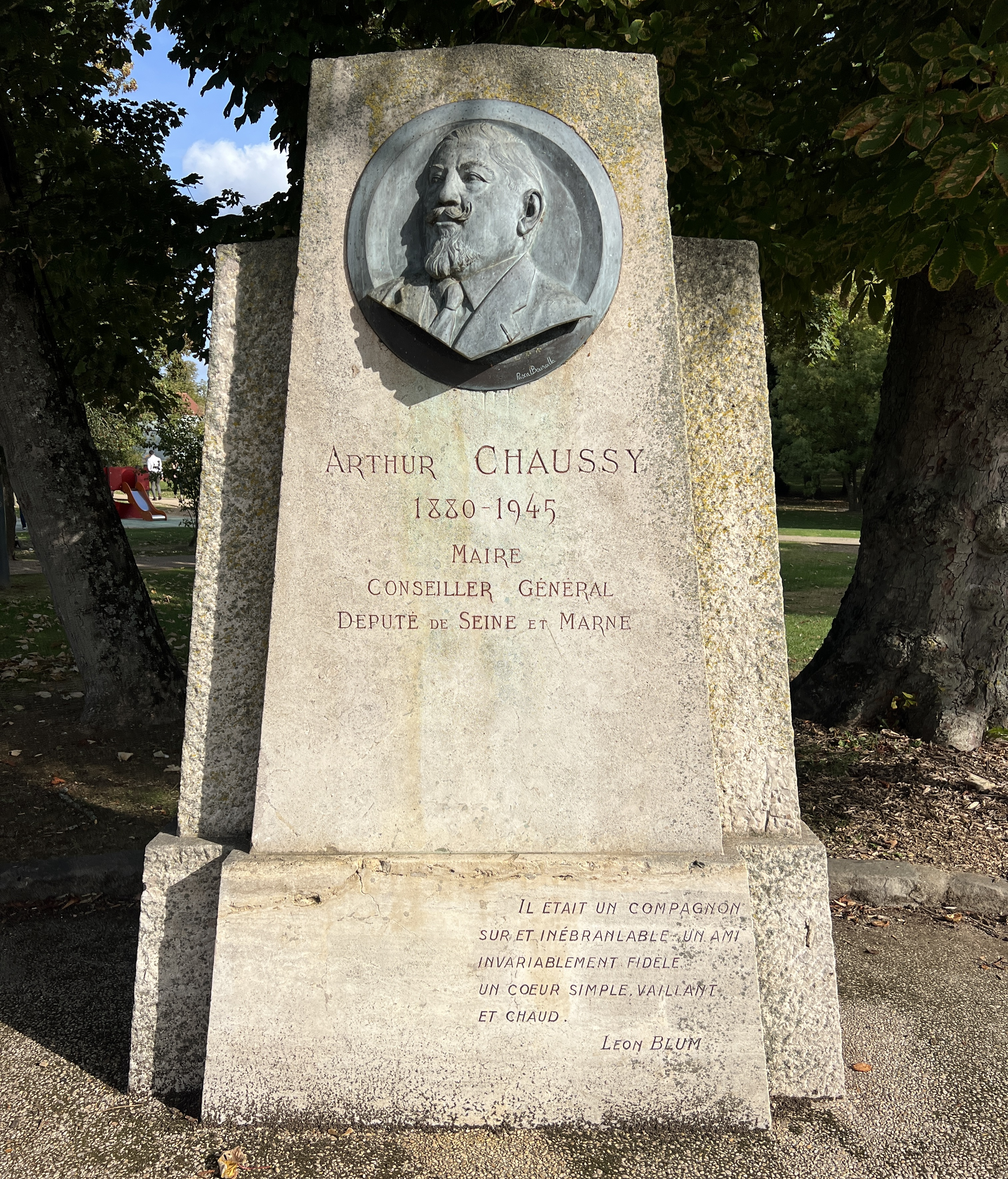
Denkmal Arthur Chaussy, Brie-Comte-Robert

Im Jahr 1929 wurde er Bürgermeister von Brie-Comte-Robert und 1935 wiedergewählt. Von 1922 bis 1934 war er auch Mitglied des Generalrats.
Am 10. Juli 1940 gehörte er zu den 80 Parlamentariern, die gegen die Vollmachten für Philippe Pétain stimmten. Er trat von seinem Mandat als Bürgermeister zurück. Er kehrte 1944–1945 zurück. Kurz darauf wurde er erneut zum Generalrat gewählt, starb jedoch Ende des Jahres.
In der Stadt Brie-Comte-Robert sind ein Collège und ein Stadion nach ihm benannt.